# Station Tricht
Station Tricht is een voormalige stopplaats in het Nederlandse dorp Tricht, aan de op 1 november 1868 geopende spoorlijn Utrecht - Boxtel (Staatslijn H).